# Eotetranychus nomurai
Eotetranychus nomurai är en spindeldjursart som beskrevs av Ehara 1989. Eotetranychus nomurai ingår i släktet Eotetranychus och familjen Tetranychidae. Inga underarter finns listade i Catalogue of Life.